# حزقيال إغناثيو غوثير
حزقيال إغناثيو غوثير (بالإسبانية: Juan Ignacio Gauthier)‏ هو لاعب اتحاد الرغبي أرجنتيني، ولد في 3 مارس 1982 في بوينس آيرس في الأرجنتين.